# Sporngans

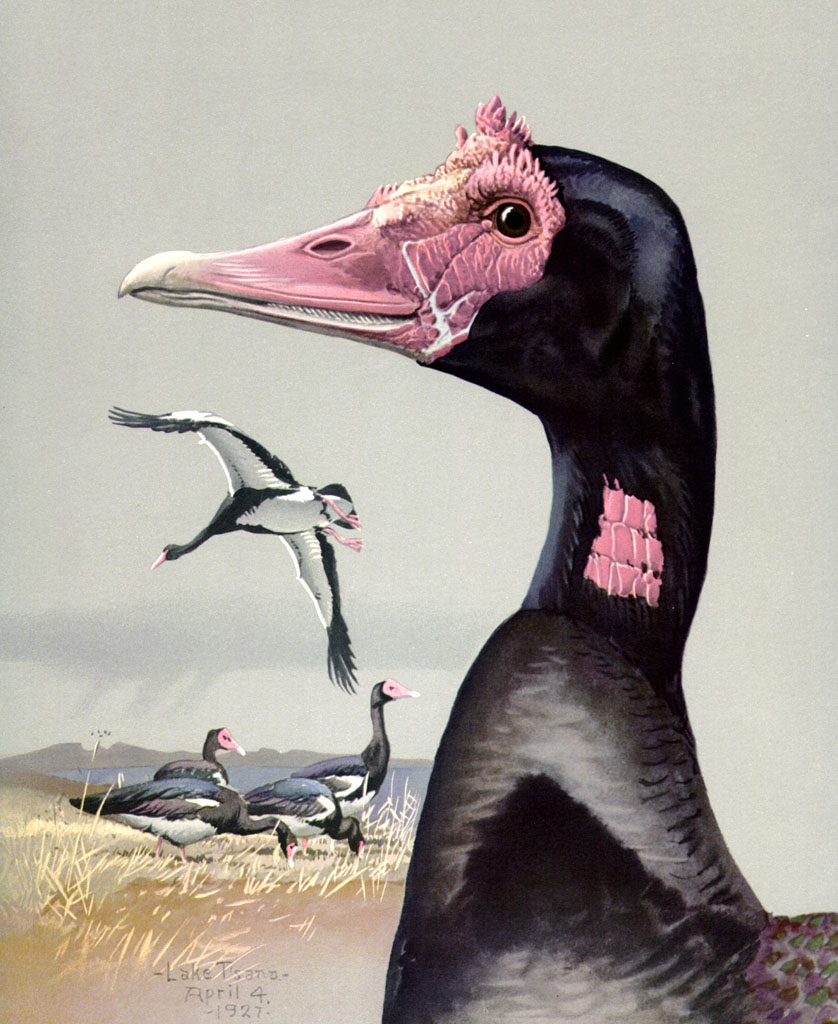
Louis Agassiz Fuertes, Sporngänse. Die Zeichnung zeigt die nackten roten Hautstellen, die bei alten Männchen gelegentlich auftreten.

Die Sporngans (Plectropterus gambensis), seltener auch als Sporengans bezeichnet, ist eine hochbeinige Glanzente, die über fast ganz Afrika mit Ausnahme Nordafrikas verbreitet ist.
Sporngänse sind mit den Gänsen und den Halbgänsen verwandt. Sie unterscheiden sich jedoch durch eine Reihe von anatomischen Besonderheiten und werden deshalb gelegentlich auch in eine eigene Unterfamilie mit der Bezeichnung Plectropterinae gestellt. Die Gruppierung in die Tribus Plectropterini, in die sie gemeinsam mit der Höckerglanzgans gestellt wird, erfolgte aufgrund von Gemeinsamkeiten im Verhalten. Zudem gibt es bei beiden Arten erhebliche Größenunterschiede zwischen den Geschlechtern.

## Erscheinungsbild
Sporngänse tragen ihren Namen, weil an jedem Flügelbug ein Sporn ausgebildet ist. Männliche Sporngänse sind deutlich größer als die Weibchen. Sie wiegen im Schnitt 5,5 Kilogramm. Sie haben außerdem einen stärker ausgebildeten roten Schnabel-Stirn-Höcker. Alte Spornganter weisen außerdem nackte rote Hautstellen an den Halsseiten auf.
Die beiden Unterarten unterscheiden sich durch die Aufteilung der schwarzweißen Körperbefiederung. P. gambensis gambensis hat einen weißen Bauch und weiße Flanken. Die Unterart P. gambensis niger, die südlich des Sambesi verbreitet ist, besitzt nur einen kleinen weißen Bauchfleck.
Im Jugendkleid weisen Sporngänse bereits die gleiche Schwarz-Weiß-Verteilung auf wie die adulten Vögel. Allerdings sind bei diesen noch nicht geschlechtsreifen Gänsen die Federn braun übertönt und glänzen nicht so stark wie bei den ausgewachsenen Gänsen.

## Verbreitung und Lebensraum

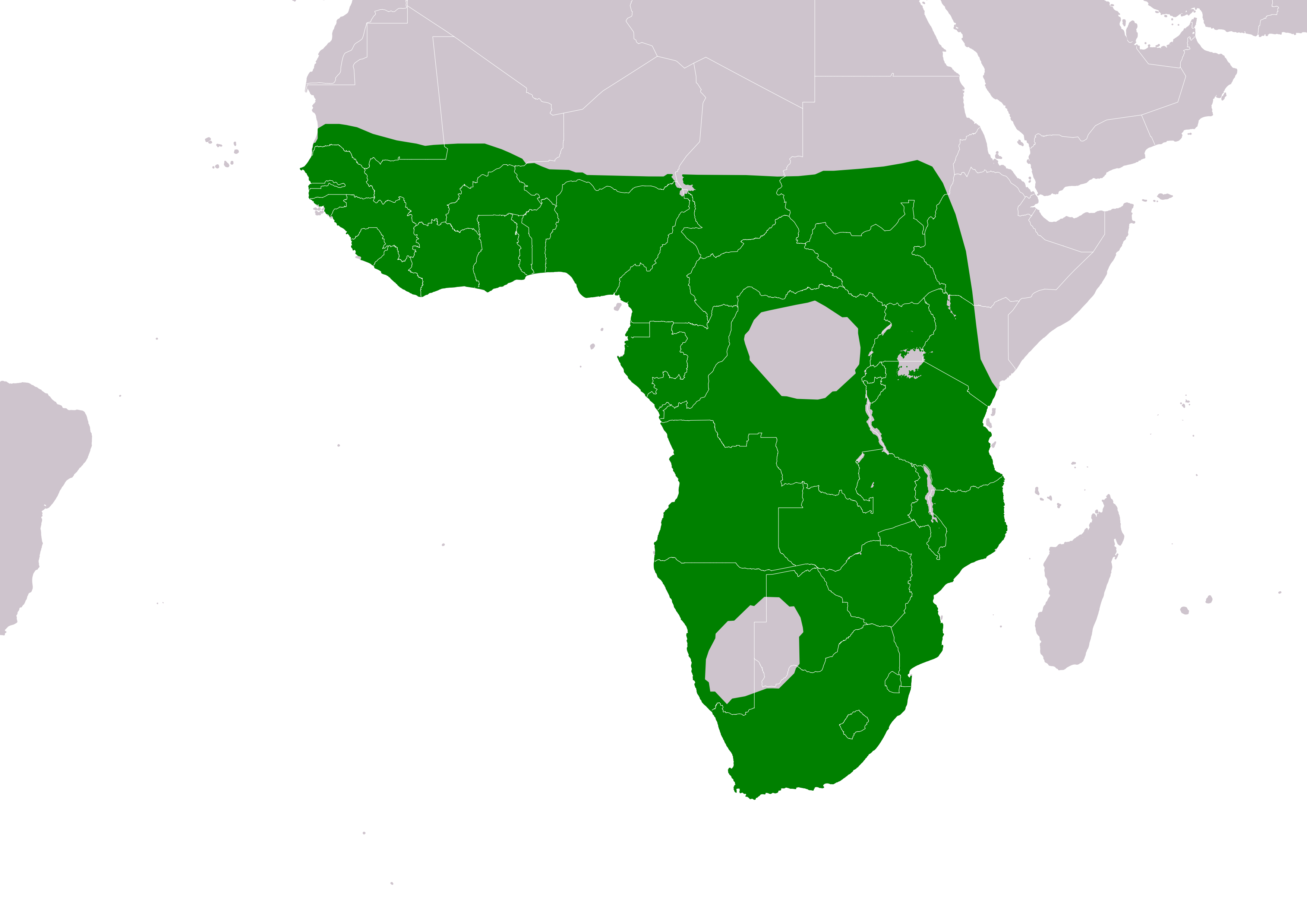
Verbreitung der Sporngans:
Ganzjähriges Vorkommen

Beide Unterarten haben ein großes Verbreitungsgebiet innerhalb Afrikas. Als an das Wasser gebundene Vogelart gibt es in Regionen, die in den letzten Jahren Trockenzeiten durchliefen, Bestandsrückgänge. In Südafrika profitierte die Art von den Stauseen, die in Agrarregionen angelegt wurden.
Sporngänse bewohnen ausgedehnte Sumpfniederungen, große Flussläufe, vegetationsreiche Binnenseen und Stauseen in den Savannenregionen und Agrarzonen. Ihre Nahrung besteht aus Grünteilen und Samen zahlreicher Sumpf- und Wasserpflanzen.
Der Beginn der Fortpflanzungsperiode ist abhängig von den jeweiligen Regenzeiten. Das Nest ist sehr einfach. Es besteht überwiegend aus einer tiefen Nestmulde, die das Weibchen scharrt. Das Nestrevier wird aggressiv verteidigt. Dabei wird auch der Flügelsporn verwendet. 
Ein Gelege umfasst durchschnittlich sechs bis zehn Eier. Sie sind glattschalig und cremefarben. Die Küken schlüpfen nach einer Brutdauer von 30 bis 32 Tagen. Die Kükenbetreuung erfolgt nach bisherigen Beobachtungen ausschließlich durch das Weibchen.

## Giftigkeit
Die Sporngans ist einer der wenigen Giftvögel. Das rührt daher, dass sie unter anderem Käfer der Familie Ölkäfer (Meloidae) frisst, welche Cantharidin enthalten. Dieses reichert sie in ihrem Gewebe an, sodass der Verzehr, je nach aufgenommener Menge der Käfer, für Prädatoren und Menschen giftig ist.